# Tricyphona (Tricyphona) immaculata
Tricyphona (Tricyphona) immaculata is een tweevleugelige uit de familie Pediciidae. De soort komt voor in het Palearctisch gebied.